# Harry Rosenswärd
Otto Harry Rosenswärd (Karlskrona, Blekinge, 20 d'abril de 1882 - Estocolm, 16 de juliol de 1955) va ser un regatista suec que va competir a començaments del segle xx.
El 1912 va prendre part en els Jocs Olímpics d'Estocolm, on va guanyar la medalla d'or en la categoria de 10 metres del programa de vela. Rosenswärd navegà a bord del Kitty junt a Filip Ericsson, Carl Hellström, Paul Isberg, Humbert Lundén, Herman Nyberg, Erik Wallerius i Harald Wallin.